# Giro del Piemonte 1958
Il Giro del Piemonte 1958, quarantanovesima edizione della corsa, si svolse il 22 giugno 1958 su un percorso di 242 km. La vittoria fu appannaggio dell'italiano Nino Defilippis, che completò il percorso in 5h53'00", precedendo i connazionali Alessandro Fantini ed Arrigo Padovan.
Sul traguardo di Torino 67 ciclisti, su 103 partiti dalla medesima località, portarono a termine la competizione. 

## Ordine d'arrivo (Top 10)
| Pos. | Corridore             | Squadra               | Tempo    |
| ---- | --------------------- | --------------------- | -------- |
| 1    | Nino Defilippis       | Carpano               | 5h53'00" |
| 2    | Alessandro Fantini    | Atala-Pirelli         | s.t.     |
| 3    | Arrigo Padovan        | Atala-Pirelli         | s.t.     |
| 4    | Rino Benedetti        | Calì Broni-Girardengo | s.t.     |
| 5    | Tranquillo Scudellaro | Torpado               | s.t.     |
| 6    | Ercole Baldini        | Legnano               | s.t.     |
| 7    | Bruno Monti           | Mondia                | s.t.     |
| 8    | Angelo Conterno       | Carpano               | s.t.     |
| 9    | Fausto Coppi          | Bianchi               | s.t.     |
| 10   | Gastone Nencini       | Leo-Chlorodont        | s.t.     |